# Во тьме (фильм, 1979)
«Во тьме» (англ. The Dark — «Тьма»; иное название — «Пришелец-убийца») — американский фантастический фильм ужасов 1979 года режиссёров Джона Кардоса и Тоуба Хупера (последний в ходе производства фильма покинул съёмочную площадку и был заменён Джоном Кардосом). Первоначально в качестве отрицательных персонажей фильма должны были быть задействованы зомби, однако с успехом фантастического фильма Чужой продюсеры внесли некоторые коррективы, сменив персонажа-врага на инопланетянина и переработав некоторые сцены, в том числе досняв новые.

## Сюжет
На Землю прибывает инопланетное существо. По ночам оно выходит и убивает одного человека выстрелом лазера из глаз. За расследование этих странных убийств, осуществлённых «Давилкой» (так прозвала убийцу народная молва), берутся детектив Дэйв Муни, тележурналистка Зу Оуэнс и отец одной из убитых девушек. Но только женщина-экстрасенс Дерензи знает об истинной сущности убийцы, а также о том, как можно с ним расправиться.

## В ролях
- Уильям Дивейн — Рой Уорнер / Стив Дюпри
- Кэти Ли Кросби — Зу Оуэнс
- Ричард Джэкел — детектив Дэйв Муни
- Кинен Уинн — Шерман «Шерм» Мосс
- Уоррен Дж. Кеммерлинг — капитан полиции Спир
- Бифф Эллиот — детектив Джек Бреслер
- Жаклин Хайд — Де Ренци
- Джон Блум — инопланетянин-убийца

## Художественные особенности

### Образ инопланетянина
Инопланетянин-убийца в фильме орудует лишь ночью и панически боится яркого света. В качестве одежды он носит грязные лохмотья, а внешне похож на ожившего мертвеца. Также в ряде сцен он ходит медленно, что придаёт ему ещё большее сходство с зомби. В качестве оружия инопланетянин использует лазер, выпускаемый им из глаз. В ряде сцен под воздействие лазера люди просто быстро отлетали в сторону, в других же случаях разлетались на куски.
Физически инопланетянин очень силён: он может поднимать человека, двигать автомобили и ломать руками кирпичные стены. В то же время пришелец не переносит огня.